# Elefantenspitzmäuse
Die Elefantenspitzmäuse (Elephantulus), teilweise auch Rüsselmäuse, sind eine Gattung aus der Ordnung der Rüsselspringer (Macroscelidea). Mit den Spitzmäusen aus der Ordnung der Insektenfresser sind sie nicht verwandt. Die acht Arten dieser Gattung leben im östlichen, zentralen sowie südlichen Afrika und besitzen so innerhalb der Rüsselspringer die weiteste Verbreitung. Hauptsächlich sind die Elefantenspitzmäuse an trockene Landschaften angepasst und kommen in Halbwüsten, Savannen und Buschländern vor. Es handelt sich um durchweg kleine Tiere, deren Äußeres durch einen großen Kopf mit rüsselartig verlängerter Nase, dünnen Gliedmaßen mit kurzen Vorder- und langen Hinterbeinen und einen langen Schwanz charakterisiert ist. Sie leben bodenbewohnend und sind als schnelle Läufer und Springer bekannt. Ihre Nahrung setzt sich überwiegend aus Insekten und nur zu einem geringen Teil aus pflanzlichem Material zusammen. Bemerkenswert ist das Sozialsystem, das aus monogamen Paaren besteht, die ein Leben lang halten. Der Nachwuchs umfasst in der Regel nur ein bis zwei Jungtiere und wird ohne väterliches Zutun aufgezogen, die mütterliche Betreuung ist ebenfalls eingeschränkt. Genaue Angaben zur Lebensweise liegen aber nur von wenigen Arten vor.
Die ersten Vertreter der Elefantenspitzmäuse wurden bereits in den frühen 1830er Jahren entdeckt und beschrieben, sie galten damals zumeist als mit dem Kurzohrrüsselspringer aus der Gattung Macroscelides verwandt. Unterschiede im Schädelbau führten aber Anfang des 20. Jahrhunderts zur Einrichtung der Gattung Elephantulus. Die Gattung stellt heute die artenreichste innerhalb der Rüsselspringer dar, problematisch ist aber das genaue Verwandtschaftsverhältnis der einzelnen Vertreter zueinander und zu anderen Gattungen der Rüsselspringer. Dadurch erscheint es wahrscheinlich, dass die Elefantenspitzmäuse in ihrer heutigen Definition keine einheitliche Gruppe bilden. Stammesgeschichtlich traten die Elefantenspitzmäuse erstmals im Pliozän vor rund 5 Millionen Jahren in Erscheinung. Sie sind häufig im Fossilbericht nachgewiesen, es fehlen jedoch aussagekräftige Untersuchungen zu den einzelnen Funden. Aus der Sicht des Artenschutzes liegen für den größten Teil der Arten keine Bedrohungen im Bestand vor, für einige stehen nur unzureichende Daten zur Verfügung.

## Beschreibung

### Habitus

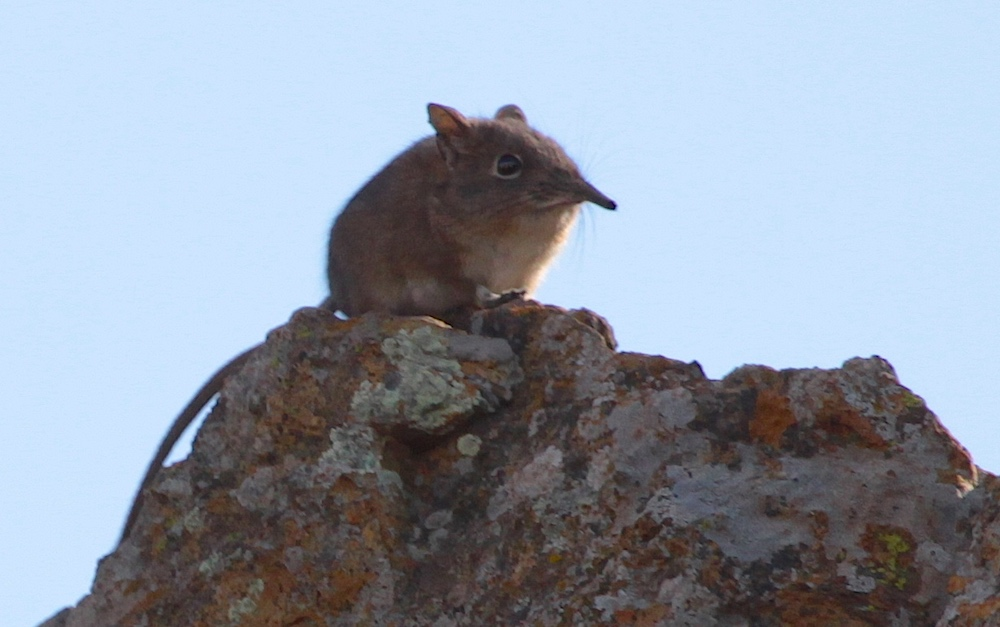
Östliche Klippen-Elefantenspitzmaus (Elephantulus myurus)

Die Elefantenspitzmäuse gehören zu den kleinsten Vertretern ihrer Familie, sie besitzen eine Gesamtlänge von 17,7 bis 23,0 cm bei kleineren Arten wie der Kurznasen-Elefantenspitzmaus (Elephantulus brachyrhynchus) bis hin zu 23,9 bis 29,7 cm bei größeren Formen wie der Westlichen Klippen-Elefantenspitzmaus (Elephantulus rupestris). Der Schwanz ist zumeist relativ lang und erreicht zwischen 67 und 130 % der Länge des restlichen Körpers. Das Gewicht beträgt 35 bis 70 g, ein ausgesprochener Geschlechtsdimorphismus ist nicht ausgebildet. Besondere Kennzeichen der Elefantenspitzmäuse bestehen im großen Kopf mit der charakteristisch rüsselartig verlängerten, sehr beweglichen Nase und dem unterständigen Maul sowie in den dünnen Gliedmaßen, bei denen die Hinterbeine deutlich länger als die Vorderbeine sind. Das Fell ist weich, seine Färbung variiert von gelbgrau bis rötlichbraun am Rücken, die Unterseite erscheint meist heller mit einer weißlichen bis hellgrauen Farbgebung. Innerhalb der Arten besteht teilweise eine Abhängigkeit der Fellfarbe vom umgebenden Untergrund, so dass die Fellzeichnung als klinal angesehen werden kann. Bei den meisten Vertretern zeigt auch der Schwanz eine deutlich dunklere Oberseite und eine hellere Unterseite. Einige Formen besitzen am Schwanzende ein pinselartiges Büschel aus verlängerten Haaren, ansonsten ist die Schwanzbehaarung unterschiedlich dicht ausgeprägt. Die Ohren werden relativ groß und sind an den Spitzen gerundet. Hinter den Ohren zeichnet sich häufig ein auffälliger Farbfleck ab. Die großen Augen umrahmt ein heller Augenring, der aber wie bei der Dunkelfuß-Elefantenspitzmaus (Elephantulus fuscipes) eher unscheinbar oder wie bei der Westlichen Klippen-Elefantenspitzmaus und bei der Karoo-Klippen-Elefantenspitzmaus (Elephantulus pilicaudus) nicht vollständig ausgebildet sein kann. Die meisten Arten verfügen am Schwanz über Drüsen zur Absonderung von Duftmarken, einige wenige wie die Dunkelfuß-Elefantenspitzmaus zusätzlich auch noch am Brustbereich. Die weiblichen Tiere besitzen drei Paar Zitzen. Die Vorder- und Hinterbeine enden in jeweils fünf Strahlen, die Krallen tragen. Der vier äußeren Finger überragen den innersten (Pollex) auffallend, dieser reicht nur bis zur Basis des nächstäußeren Fingers. Ebenso ist der innere Zeh (Hallux) gegenüber den äußeren um Krallenlänge kürzer. Insgesamt ist der Hinterfuß im Vergleich zum Vorderfuß deutlich verlängert.

### Schädel- und Gebissmerkmale
Der Schädel weist eine Länge von 32,2 bis 38,6 mm und eine Breite an den Jochbögen von 16,8 bis 20,9 mm auf. Er ist in der Aufsicht dreieckig geformt und besitzt in der Seitenansicht eine aufgewölbte Stirnlinie, das Rostrum wirkt schmal. Im Gegensatz zu Macroscelides besitzen die Elefantenspitzmäuse keine stark aufgewölbte Paukenblase am Schläfenbein, das Volumen des Mittelohrs beträgt etwa 81 mm³ und nimmt damit nur rund ein Neuntel des Raumes im Vergleich zu Macroscelides ein. Das Hinterhauptsbein ist dadurch wesentlich breiter, der gesamte hintere Schädelbereich aber schmaler gestaltet. Im Mittelkieferknochen und im Gaumenbein sind drei Paare von Öffnungen ausgebildet, deren Anzahl und Größe mit denen der Rüsselratte und den Macroscelides-Arten übereinstimmt, Unterschiede bestehen jedoch zu den Rüsselhündchen. Der Unterkiefer ist lang und schlank und verfügt über hoch aufsteigende Gelenkfortsätze. Das Gebiss hat folgende Zahnformel: {\displaystyle {\frac {3.1.4.2}{3.1.4.2(3)}}}. Insgesamt können also 40 bis 42 Zähne ausgebildet sein. Der zusätzliche untere dritte Molar tritt allerdings nur bei der Kurznasen-, der Dunkelfuß- und der Dunklen Elefantenspitzmaus (Elephantulus fusus) auf und ist eher klein und rund gestaltet. Abweichend von Macroscelides stehen die Zähne des vorderen Gebisses nicht in einer geschlossenen Reihe. Die Schneidezähne sind zumeist klein und zeigen keine scharfen Kanten oder Spitzen, ebenso ist der Eckzahn von kleiner Gestalt. Die hinteren Backenzähne sind weniger hochkronig als bei Macroscelides. Die Länge der oberen Zahnreihe beträgt 16,2 bis 21,9 mm.

## Verbreitung und Lebensraum
Die Elefantenspitzmäuse leben in Afrika, alle bekannten Arten sind im Osten und Süden des Erdteils verbreitet. Zusammen genommen besitzen die Elefantenspitzmäuse die weiteste Verbreitung aller Rüsselspringer, die einzelnen Arten sind aber mit Ausnahmen in ihrem Vorkommen regional beschränkt. Alle Vertreter sind an eher trockene Landschaften gebunden. Sie bewohnen dadurch eine Reihe verschiedener Habitate, die von Halbwüsten über Steppen und Savannen bis hin zu offenen Baum- und Gebüschlandschaften reichen. Sie fehlen aufgrund dieser Spezialisierung in dichten Wäldern, wo sie von anderen Rüsselspringern ersetzt werden. Ein Teil der Arten wie die Kap- (Elephantulus edwardii), die Östliche Klippen- (Elephantulus myurus) und die Westliche Klippen- (Elephantulus rupestris) beziehungsweise die erst 2008 beschriebene Karoo-Klippen-Elefantenspitzmaus bevorzugt felsiges bis steiniges Terrain, das aus großen Felsblöcken oder Geröllfeldern besteht und nur eine geringe Vegetationsdecke trägt. Andere wiederum, so die Trockenland- (Elephantulus intufi), die Kurznasen- (Elephantulus brachyrhynchus), die Dunkle (Elephantulus fuscus) sowie die Dunkelfuß-Elefantenspitzmaus (Elephantulus fuscipes), sind dagegen an feinkörnigen bis sandigen, allerdings harten Untergrund angepasst, der zumeist mit einem dichteren Pflanzenbewuchs bedeckt ist. Die Anpassung an unterschiedliche Substrate führt dazu, dass einige Vertreter sympatrisch vorkommen, sie besetzen dann aber nicht die gleiche ökologische Nische. Allgemein sind die Elefantenspitzmäuse relativ selten anzutreffen, lokal können sie jedoch, teilweise in Abhängigkeit von den Jahreszeiten, in durchaus hoher Populationsdichte auftreten.

## Lebensweise

### Territorialverhalten

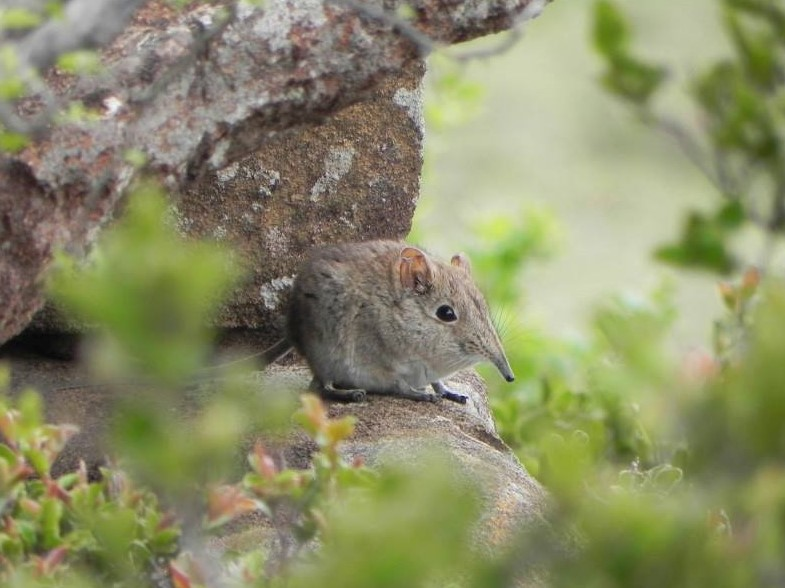
Westliche Klippen-Elefantenspitzmaus (Elephantulus rupestris)

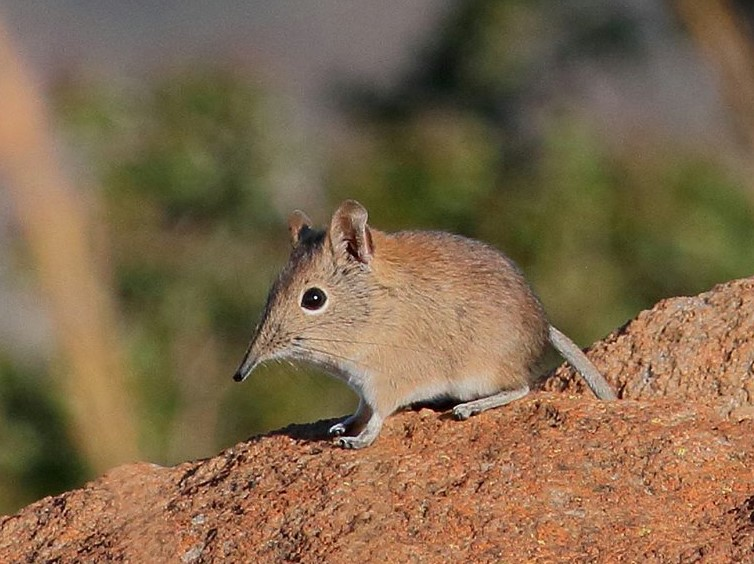
Kurznasen-Elefantenspitzmaus (Elephantulus brachyrhynchus)

Die Lebensweise ist nur bei wenigen Arten der Elefantenspitzmäuse gut untersucht, dies betrifft hauptsächlich die Östliche Klippen-Elefantenspitzmaus (Elephantulus myurus), bei anderen ist sie teilweise unerforscht. Alle Vertreter der Elefantenspitzmäuse sind bodenbewohnend und stellen schnelle (cursoriale) Läufer dar. Sie bewegen sich dabei vierfüßig laufend und springend vorwärts und erreichen Geschwindigkeiten von bis zu 28 Kilometer pro Stunde. An diese Fortbewegung sind die Tiere vor allem durch ihre langen und schlanken Hinterbeine angepasst. Auffällig ist dabei, dass der Mittelfuß die gleiche Länge aufweist wie der obere Beinabschnitt, ein Merkmal, das bei anderen Kleinsäugern wie bei vergleichbar großen Nagetieren in der Regel nicht auftritt, aber typisch für zahlreiche Vertreter der Paarhufer ist, etwa den Hirschen und einigen Hornträgern. Hinzu kommt die Ausbildung eines Zehengangs, der ebenfalls eher an Paarhufer als an Kleinsäuger erinnert. Mit derart guten Laufeigenschaften ausgestattet und verbunden mit ihrer allzeitigen Alarmbereitschaft, die sich aus einem sehr gut entwickelten Seh- und Geruchssinn und einem ebensolchen Gehör ergibt, vermögen Elefantenspitzmäuse vor potentiellen Fressfeinden oder anderen Gefahren schnell zu fliehen.
Die hauptsächlichen Aktivitäten der Tiere finden während der Dämmerungsphasen statt, manchmal aber auch tagsüber oder nachts. Als Unterschlupf dienen ihnen je nach bevorzugtem Landschaftsraum Felsspalten oder kleine Höhlen sowie Gebüsche und Dickichte, nur selten verwenden sie die Baue anderer Tiere, die dann meist von Nagetieren oder von Termiten stammen. Die Elefantenspitzmäuse nutzen Aktionsräume und sind teilweise territorial, ihre Reviergrenzen markieren sie mit den Sekreten aus Duftdrüsen. Innerhalb der Reviere errichten sie ein Netz aus Pfaden und Wegen, die die einzelnen Unterschlüpfe mit den verschiedensten Futter- und Aufenthaltsplätzen verbinden und zur schnellen Fortbewegung genutzt werden. Sie säubern diese Wege dabei mit schwingenden Bewegungen der Arme von kleinen Steinchen, Zweigen, Blättern und sonstigen Hindernissen. Das Sozialsystem der Elefantenspitzmäuse besteht aus monogamen Paarbindungen, die ein Leben lang halten. Dieses System ist besonders gut bei der Östlichen Klippen- und der Trockenland-Elefantenspitzmaus (Elephantulus intufi) untersucht, teilweise auch bei der Kurznasen-Elefantenspitzmaus (Elephantulus brachyrhynchus). Die Paarbindungen sind dabei nicht sonderlich fest und tief, da gemeinsame Aktivitäten weitgehend nur während der Fortpflanzungsphase stattfinden. Die Streifgebiete der gebundenen Tiere überlappen sich teilweise, in einigen Fällen auch vollständig. Eindringlinge werden meist vom Partner des gleichen Geschlechts vertrieben. Ein weibliches Tier, dessen Partner verschwunden ist, wird teilweise vorübergehend von einem benachbarten, gebundenen Männchen in eine polygyne Verbindung einbezogen, die aber nur so lange anhält, bis das Weibchen einen neuen, ungebundenen Partner gefunden hat.
Neben dem Aussetzen von Duftmarken wird vor allem ein Fußtrommeln bei der innerartlichen Kommunikation eingesetzt. Die trommelartigen Geräusche erzeugen die Tiere durch das Aufschlagen der Hinterfüße auf den Untergrund, sie bestehen aus einer Sequenz von regelmäßigen und unregelmäßigen Schlägen von kurzer Dauer, die in gewissen Zeitabständen wiederholt wird. Diese als Podophonie bezeichnete Kommunikationsform ist typisch für Rüsselspringer. Da jede Art der Elefantenspitzmäuse über eine ihr eigene, charakteristische Trommelserie verfügt, hat diese einen taxonomischen Wert. Das Fußtrommeln tritt überwiegend in Stresssituationen auf, etwa bei Territorialkämpfen oder bei Paarungsritualen. Möglicherweise wird es aber auch interspezifisch eingesetzt, etwa um bodenlebende Beutegreifer darauf hinzuweisen, dass sie bemerkt wurden.

### Ernährung und Thermoregulation

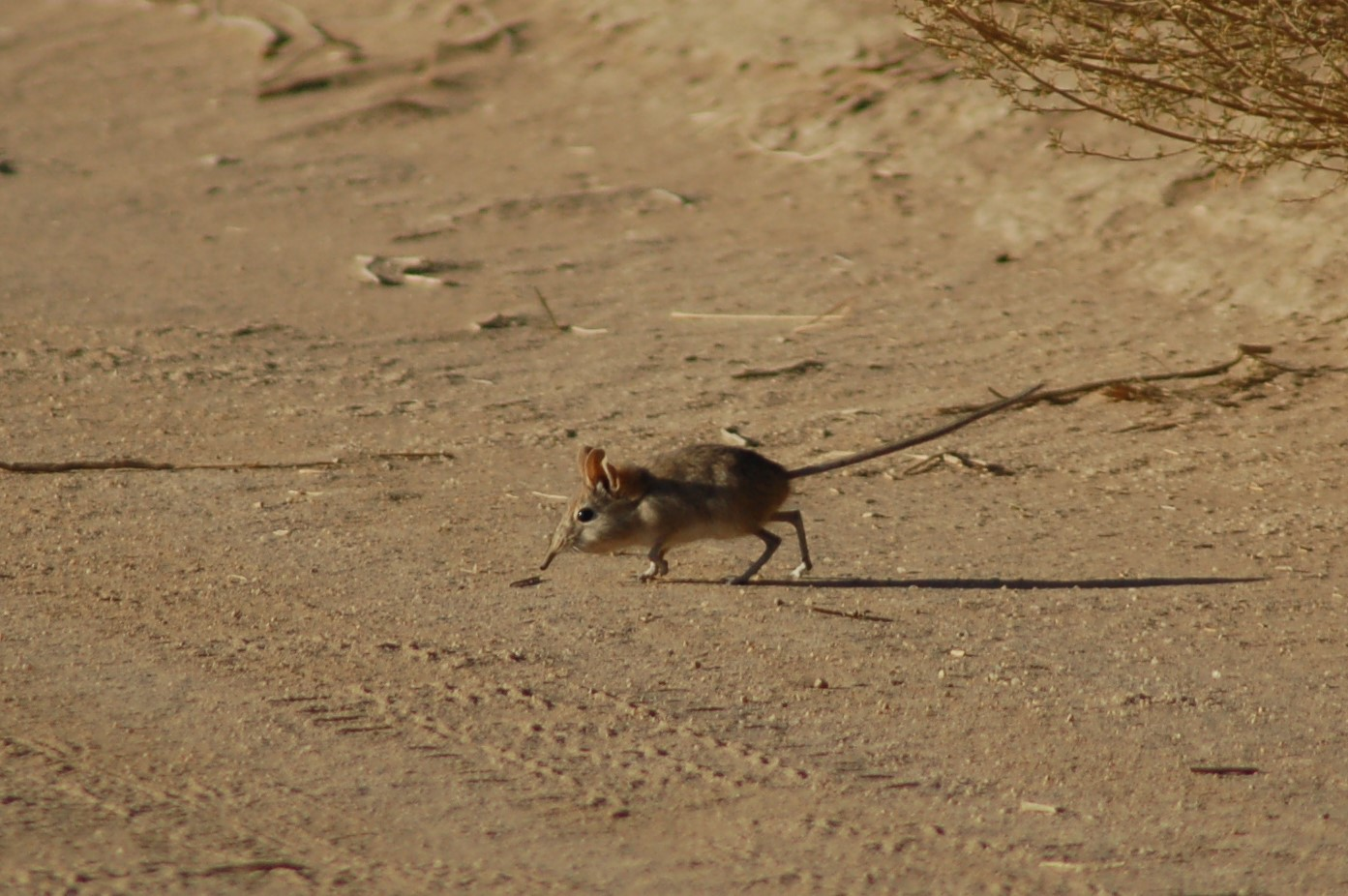
Trockenland-Elefantenspitzmaus

Die Nahrung der Elefantenspitzmäuse besteht zu einem Großteil aus Insekten wie Ameisen und Termiten, darüber hinaus auch aus anderen Wirbellosen. Bei einigen Arten ist zudem der Verzehr von grünen Pflanzenteilen, Samen und Früchten nachgewiesen. Ebenfalls für einige Arten, etwa der Kap-Elefantenspitzmaus (Elephantulus edwardii) und der Kurznasen-Elefantenspitzmaus, konnte zusätzlich Nektar im Speiseplan dokumentiert werden, diese Vertreter stellen darüber hinaus wichtige Verbreiter von Pollen dar. Die jeweiligen Anteile der tierischen und pflanzlichen Nahrung sind abhängig von den Jahreszeiten, häufig nimmt die vegetarische Kost zu, wenn das allgemeine Nahrungsangebot vielfältiger ist. Die Suche nach Nahrung findet am Boden, unter Steinen und Gebüschen statt und steht teilweise in Verbindung mit der Pflege des Wegesystems. Dabei wird die Nase sondierend eingesetzt, die Aufnahme erfolgt mit der langen, klebrigen Zunge, die jeweils mehrere Millimeter vor die Nase herausragen kann.
Die Elefantenspitzmäuse zeigen einen gewissen Grad an Heterothermie mit teils deutlich schwankenden Körpertemperaturen im Verlauf eines Tages oder einer Aktivitätsphase. Zur Thermoregulation dienen vor allem Sonnenbäder in den Morgenstunden oder die erhöhte Abgabe von Oberflächenwasser bei extremer Hitze. In den felsigen Regionen nutzen die Tiere Felsspalten mit stärker ausgeglichenen Temperaturen als Ruheplätze und Unterschlüpfe. Arten, die in wüstenartigen Klimaten leben, haben speziell angepasste Nieren zur Speicherung von Wasser und zur Konzentrierung des Urins. Aufgrund des wesentlich größeren Temperaturunterschieds zwischen Tag und Nacht in den wüstenartigen Regionen oder Höhenlagen hat sich bei einigen dort vorkommenden Arten ein täglicher Torpor ausgebildet. Solche Starrephasen sind für die Kap-, die Östliche Klippen- und die Westliche Klippen-Elefantenspitzmaus (Elephantulus rupestris) dokumentiert. Die Dauer des Torpors ist häufig geknüpft an die Außentemperatur, während der Starre sinkt die Körpertemperatur mitunter extrem tief ab und erreicht Werte, die sonst bei Tieren mit Winterschlaf bekannt sind. Starrephasen treten aber nicht nur bei extremen Außentemperaturen, sondern teilweise auch bei Nahrungsknappheit ein.

### Fortpflanzung
Die Fortpflanzung ist nur bei wenigen Arten gut untersucht. In der Regel erfolgt sie ganzjährig, es kann aber zu saisonalen Unterschieden in der Häufigkeit von Geburten kommen. Nur bei der Trockenland- und der Östlichen Klippen-Elefantenspitzmaus ist die Fortpflanzung jahreszeitlich beschränkt und findet während der wärmeren oder feuchteren Monate statt. Die Tragzeit beträgt 50 bis 57 Tage, ein Wurf umfasst ein oder zwei Jungtiere. Die Jungtiere wiegen rund 10 g und sind Nestflüchter, die innerhalb kürzester Zeit nach der Geburt laufen können. Die Jungen werden in einem separaten Unterschlupf untergebracht, eine väterliche Betreuung erfolgt nicht. Das Muttertier besucht die Jungen nur für kurze Zeit zum täglichen Säugen. Diese Art der Aufzucht der Nachkommen wird als „System des Absentismus der Mutter“ bezeichnet und ist auch von anderen Rüsselspringern bekannt. Wahrscheinlich bleiben dadurch die Jungen weitgehend geruchsneutral und sind so besser vor Fressfeinden geschützt. Die Entwöhnung setzt bereits mit 25 bis 30 Tagen ein. Zum Teil werden die Nachkommen mit dem Beginn der Geschlechtsreife nach rund 50 Tagen von den Eltern von ihrem gemeinsamen Territorium vertrieben, sie suchen sich dann einen eigenen Aktionsraum. Da Weibchen kurz nach der Geburt wieder empfangsbereit sind, beträgt der Abstand zwischen zwei Würfen etwa 60 bis 90 Tage. Dies gewährleistet, dass auch bei Arten mit eingeschränkter Fortpflanzungsphase mehrmals im Jahr Nachwuchs zur Welt kommen kann. Insgesamt ist die Reproduktionsrate aber aufgrund der langen Tragzeit und der geringen Anzahl an Neugeborenen je Wurf eher gering. Die Lebenserwartung einer Elefantenspitzmaus liegt in freier Natur oft nur bei ein bis zwei Jahren, das höchste bekannte Alter eines Tieres in menschlicher Obhut betrug mehr als neun Jahre.

## Systematik
Die Elefantenspitzmäuse bilden eine Gattung der Ordnung der Rüsselspringer (Macroscelidea). Die Rüsselspringer sind eine endemisch in Afrika auftretende Gruppe kleinerer Säugetiere. Sie umfassen insgesamt sechs Gattungen, die in zwei Familien aufgeteilt sind. Die Rüsselhündchen (Rhynchocyon) gelten als einziges Mitglied der Familie der Rhynchocyonidae, diese ist somit monotypisch. Sie stellen die größten Vertreter der Rüsselspringer dar, ihr hauptsächliches Verbreitungsgebiet sind überwiegend bewaldete Habitate. Zur zweiten Familie, den Macroscelididae, zählen neben den Elefantenspitzmäusen auch die Rüsselratte (Petrodromus) sowie die Gattungen Macroscelides, Galegeeska und Petrosaltator. Alle Vertreter der Macroscelididae bewohnen deutlich trockenere Offenlandschaften von Savannen bis zu wüstenartige Regionen. Die Aufspaltung der Rüsselspringer in die beiden Familien begann laut molekulargenetischen Untersuchungen bereits im Unteren Oligozän vor etwa 32,8 Millionen Jahren, die stärkere Diversifizierung der Macroscelididae setzte im Oberen Oligozän vor rund 28,5 Millionen Jahren ein. Innerhalb der Macroscelididae stehen die Elefantenspitzmäuse in der Unterfamilie der Elephantulinae, alle anderen Gattungen in der Unterfamilie der Macroscelidinae.
Die einzelnen Arten der Elefantenspitzmäuse sind äußerlich teilweise schwer zu unterscheiden. Die mitunter stark variierende Fellzeichnung, die heute als klinal angesehen wird, führte in der Vergangenheit zur Beschreibung zahlreicher Arten, die nun als synonym zu bereits bestehenden gelten. Auf morphologischem Weg lassen sich die anerkannten Arten anhand der An- und Abwesenheit von Drüsen im Brustbereich, der Form des Supratragus an der Ohrmuschel, der relativen Größe der Paukenblase, der Anzahl der hinteren Backenzähne im Unterkiefer und der Anzahl, Anordnung und Form der Höckerchen auf den vorderen Backenzähnen voneinander unterscheiden. Mit Hilfe molekulargenetischer Untersuchungen konnten die Arten ebenfalls deutlich gegenseitig abgetrennt werden, sie sprechen aber auch für eine hohe Variabilität innerhalb der Gattung Elephantulus und teilweise auch innerhalb der einzelnen Arten. Demzufolge befürworteten genetische Daten aus dem Jahr 2011 die enge Beziehung einer Gruppe von überwiegend süd- und ostafrikanisch verbreiteten Arten, was auch schon durch vorhergehende Untersuchungen, etwa der Alloenzyme und Isoenzyme, aber auch durch phylogenetische Studien ermittelt worden war. Allerdings zeigten die Ergebnisse der genetischen Untersuchungen nicht für alle Angehörigen der Elefantenspitzmäuse eine schlüssige Stellung innerhalb der Gattung auf, was teilweise mit dem nur begrenzt vorhandenen Probenmaterial zu begründen war. Dies betraf neben der Dunklen Elefantenspitzmaus auch die Dunkelfuß-Elefantenspitzmaus (Elephantulus fuscipes). Eine detailliertere Auflösung erbrachten dann genetische Studien aus dem Jahr 2021, bei der mehrere hundert Individuen einbezogen worden waren.
Es werden acht heute lebende Arten unterschieden:
- Kurznasen-Elefantenspitzmaus (Elephantulus brachyrhynchus A. Smith, 1836); Kenia bis Nord-Namibia und nördliches Südafrika
- Kap-Elefantenspitzmaus (Elephantulus edwardii (A. Smith, 1839)); westlichen Südafrika
- Dunkelfuß-Elefantenspitzmaus (Elephantulus fuscipes (Thomas, 1894)); Südsudan, nördliche Demokratische Republik Kongo und Uganda
- Dunkle Elefantenspitzmaus (Elephantulus fuscus (Peters, 1852)); Sambia, Malawi und Mosambik
- Trockenland-Elefantenspitzmaus (Elephantulus intufi (A. Smith, 1836)); Angola, Namibia, Botswana und nördliches Südafrika
- Östliche Klippen-Elefantenspitzmaus (Elephantulus myurus Thomas & Schwann, 1906); Mosambik, Simbabwe, Botswana und östliches Südafrika
- Karoo-Klippen-Elefantenspitzmaus (Elephantulus pilicaudus Smit, 2008); südwestliches Südafrika
- Westliche Klippen-Elefantenspitzmaus (Elephantulus rupestris (A. Smith, 1831)); Namibia und südwestliches Südafrika

Eine genetische Analyse aus dem Jahr 2021 kommt zu den Schluss, dass die Elefantenspitzmäuse möglicherweise mehrere kryptische Arten enthalten. Dies betrifft unter anderem die Trockenland-Elefantenspitzmaus und die Kurznasen-Elefantenspitzmaus.
Ursprünglich wurde auch die Nordafrikanische Elefantenspitzmaus (Petrosaltator rozeti) innerhalb der Elefantenspitzmäuse geführt. Das Verbreitungsgebiet dieser Art erstreckt sich von Marokko bis Libyen und liegt somit nördlich der Sahara, weit abgetrennt von den anderen Mitgliedern der Rüsselspringer. Die molekulargenetischen Analysen sprechen aber für eine nähere Stellung dieser mit Petrodromus und mit Macroscelides, wodurch die Gattung Elephantulus paraphyletisch wurde. Neben den genetischen Hinweisen dieser näheren Verwandtschaft zwischen der Nordafrikanischen Elefantenspitzmaus und der Rüsselratte gibt es auch noch morphologische und anatomische Indizien. Dazu gehören der ähnliche Bau des Penis mit zwei seitlich ausgebildeten Lappen nahe der Spitze oder das Auftreten von Milchdrüsen auch bei männlichen Tieren. Beide Arten zeigen im generellen Schädelbau Ähnlichkeiten zu den übrigen Elefantenspitzmäusen, während die Macroscelides-Arten aufgrund ihrer aufgewölbten Paukenblasen stärker abweichen. Allerdings stimmt Macroscelides wiederum in der Struktur des Basicraniums stärker mit Petrodromus und der Nordafrikanischen Elefantenspitzmaus überein, zudem tritt bei allen drei Vertretern ein verknöcherter Nervenkanal am Innenohr auf. Aufgrund dieser Übereinstimmungen wurden die Nordafrikanische Elefantenspitzmaus, die Rüsselratte und die Vertreter der Gattung Macroscelides vorläufig in der gemeinsame Panelephantulus clade zusammen geführt. Als Möglichkeit bestand eine Neubewertung der Nordafrikanischen Elefantenspitzmaus, eine Vereinigung dieser mit der Rüsselratte in einer Gattung oder die Zusammenführung alle drei Gattungsvertreter der Macroscelididae in einer einzigen Gattung. Im Jahr 2016 entschied sich eine Forschergruppe um John P. Dumbacher für den ersten Weg und verwies die Nordafrikanische Elefantenspitzmaus in die Gattung Petrosaltator.
Auch wurde die Somali-Elefantenspitzmaus (Galegeeska revoili) anfänglich den Elefantenspitzmäusen zugewiesen. Die Form ist im nordöstlichen Afrika beheimatet und war bis in das 21. Jahrhundert lediglich von einigen Museumsexemplaren bekannt. Im Jahr 2019 konnten dann erstmals lebende Exemplare in Dschibuti beobachtet werden. Bezüglich der genauen Verwandtschaftsverhältnisse führten die genetischen Untersuchung aus dem Jahr 2011 zu einem unbefriedigenden Ergebnis, was hauptsächlich mit den schlecht erhaltenen DNA-Proben erklärt wurde. Erst die Entdeckungen im Jahr 2019 ermöglichten weitere Analysen. Sie erbrachten eine nähere Verwandtschaft der Somali-Elefantenspitzmaus mit der Rüsselratte und der Nordafrikanischen Elefantenspitzmaus. Die Abspaltung dieser Gruppe hatte sich bereits im ausgehenden Oberen Oligozän vor rund 25,5 Millionen Jahren vollzogen. Aus diesem Grund verwiesen Steven Heritage und Houssein Rayaleh die Somali-Elefantenspitzmaus im Jahr 2020 zu der von ihnen neu geschaffenen Gattung Galegeeska. Diese definierten sie unter anderem über den behaarten Nasenspiegel, das Schwanzbüschel und den hellen, auf der Hinterseite durch einen dunklen Fleck markierten Augenring. Erneute genetische Studien aus dem Jahr 2021 schlossen dann auch die Rotbraune Elefantenspitzmaus (Galegeeska rufescens) aus der Gattung Elephantulus aus und gruppierten sie an die Seite der Somali-Elefantenspitzmaus innerhalb der Gattung Galegeeska.
Neben den acht rezenten Arten sind noch zwei ausgestorbene anerkannt:
- Elephantulus antiquus Broom, 1948
- Elephantulus broomi Corbet & Hanks, 1968

Elephantulus broomi war ursprünglich im Jahr 1937 von Robert Broom als Elephantomys langi anhand von einigen Unterkiefern und mehrerer Schädelteile aus südafrikanischen Höhlen beschrieben worden, im Jahr darauf setzte er aber Elephantomys mit Elephantulus gleich. Da aber bereits 1929 der Name langi für eine damals angenommene Unterart der Kurznasen-Elefantenspitzmaus besetzt worden war, benannten Gordon Barclay Corbet und John Hanks die fossile Art 1968 in Elephantulus broomi um. Die Art Elephantulus antiquus, ebenfalls von Broom etabliert, basiert auf einem Oberkiefer aus Sterkfontein.

## Forschungsgeschichte
Die ersten Vertreter der Elefantenspitzmäuse konnten bereits Anfang der 1830er Jahre entdeckt und beschrieben werden. Bis zum Ende des 19. Jahrhunderts wurden alle bekannten Arten der Elefantenspitzmäuse innerhalb der Gattung Macroscelides geführt. Diese war im Jahr 1829 von Andrew Smith aufgestellt worden, der ihr den Kurzohrrüsselspringer (Macroscelides proboscideus) zuordnete. Im Jahr 1906 erkannten Oldfield Thomas und Harold Schwann aber die morphologische Vielfältigkeit der einzelnen Arten. Sie teilten daher die Gattung Macroscelides auf und beließen in dieser nur diejenigen Arten, die durch eine aufgeblähte Paukenblase am Schläfenbein und zwei untere Molaren charakterisiert waren. Das betraf vor allem den Kurzohrrüsselspringer und einige Vertreter, die heute zu diesem als synonym gelten. Zu Elephantulus stellten sie die Formen, deren Paukenblase moderat groß war, was dem größten Teil der damals bekannten Elefantenspitzmäuse entsprach. Allerdings führten Corbet und Hanks mit Nasilio noch zusätzlich eine dritte Gattung ein, deren Mitglieder sich von den Elephantulus-Vertretern durch das Vorhandensein von drei, anstatt zwei hinteren, unteren Backenzähnen auszeichneten. Beide Autoren verwiesen demnach die Kurznasen-Elefantenspitzmaus und die Dunkle Elefantenspitzmaus in diese Gattung. Elephantulus und Nasilio galten in der ersten Hälfte des 20. Jahrhunderts als eigenständige Gattungen, erst 1951 wurde Nasilio als Untergattung von Elephantulus ausgewiesen. In ihrer großen Revision der Rüsselspringer im Jahr 1968 berücksichtigten Gordon Barclay Corbet und John Hanks Nasilio nicht mehr.
Neben Elephantulus und Nasilio hatte Robert Broom 1937 mit Elephantomys eine weitere Gattung eingeführt. In diese stellte er neben der ausgestorbenen Art Elephantomys langi (heute Elephantulus broomi) auch die Trockenland-Elefantenspitzmaus, die er mit „Elephantulus“ intufi bezeichnete. Den Verweis in eine eigene Gattung sah Broom mit der molarenähnlichen Ausprägung des zweiten Prämolaren im Oberkiefer bei beiden Arten gerechtfertigt. Nur ein Jahr später bemerkte Broom, dass auch die Westliche Klippen-Elefantenspitzmaus, die Typusart von Elephantulus, einen derartigen Zahn besaß und synonymisierte Elephantomys mit Elephantulus. Trotzdem erhielt Elephantomys im Jahr 1953 den Status als Untergattung der Elefantenspitzmäuse, was allerdings in der Revision von 1968 wieder rückgängig gemacht wurde.

## Stammesgeschichte
Die ersten Vertreter der Familie der Macroscelididae erschienen bereits im Mittleren Miozän vor rund 15 Millionen Jahren im östlichen Afrika. Die Gattung Elephantulus lässt sich erstmals im Unteren Pliozän nachweisen und ist an zahlreichen Fundstellen im südlichen und östlichen Afrika präsent. Zu den ältesten bekannten Funden gehören die von Langebaanweg im südwestlichen Südafrika. Die Funde stammen aus Flussablagerungen und sind rund 5 Millionen Jahre alt, eine genaue Artzuweisung erfolgte bisher nicht. Bereits in das ausgehende Pliozän vor rund 3 Millionen Jahren datiert die sehr fossilreiche Höhlenfundstelle Makapansgat, ebenfalls Südafrika, aus der eine umfassende Kleinsäugerfauna stammt, die als Beutereste großer Greifvögel gedeutet wird. Unter diesen befinden sich unzählige Kiefer- und Gebissreste von wenigstens 250 Individuen von Elefantenspitzmäusen. Der größte Teil wird zu Elephantulus antiquus verwiesen, eine heute ausgestorbene, relativ große Form, die möglicherweise der Östlichen Klippen- oder der Kap-Elefantenspitzmaus nahesteht. Ein geringerer Teil dagegen gehört der heute ebenfalls ausgestorbenen Art Elephantulus broomi an, die deutlich kleiner ist und möglicherweise mit der Trockenland-Elefantenspitzmaus verwandt ist, einige Forscher halten beide Arten auch für identisch. Sowohl Elephantulus antiquus als auch Elephantulus broomi treten im Übergang zum Pleistozän auch an weiteren südafrikanischen Fundstellen auf, so in Sterkfontein und in Swartkrans, Letztere ist zusätzlich in der Olduvai-Schlucht in Ostafrika überliefert. Da es in der Vergangenheit teilweise zu Verwechslungen der beiden Arten kam, wird eine Neubewertung angemahnt.
Vertreter der heutigen Arten sind gleichfalls vergleichsweise früh überliefert. So kommt die Dunkle Elefantenspitzmaus bereits in Makapansgat im Oberen Pliozän vor, ebenso wie in Swartkrans und Sterkfontein sowie in der Olduvai-Schlucht im Unterpleistozän. Wiederum in den südafrikanischen Höhlenfundstellen des Unteren Pleistozäns ist die Trockenland-Elefantenspitzmaus präsent, während weitere Vertreter der Gattung im Verlauf des Mittelpleistozäns erscheinen, etwa die Kurznasen-Elefantenspitzmaus in Kabwe und Twin Rivers in Sambia sowie die Westliche Klippen-Elefantenspitzmaus an der Elands Bay im südwestlichen Südafrika. Problematisch ist, dass mit nur wenigen Ausnahmen keiner der Fossilreste der rezenten Arten exakt beschrieben, sondern eher formal bestimmt wurde und die benannten Arten deshalb nur in den jeweiligen Faunenlisten geführt werden. Aus diesem Grund sind Ungenauigkeiten oder auch mögliche Falschzuweisungen nicht auszuschließen. Andere Funde sind dagegen nur schwer zuzuweisen und erhalten dadurch nur vage Bestimmungen, etwa solche aus der Wonderwerk-Höhle in Südafrika, oder müssen wie im Falle der Fossilreste der Malapa-Höhle, ebenfalls Südafrika, mit aufwendigen Methoden untersucht werden.

## Bedrohung und Schutz
Die meisten Vertreter der Elefantenspitzmäuse sind in ihrem Bestand nur wenig bedroht, was mit ihrer Verbreitung in hauptsächlich trockenen Landschaften zusammenhängt, die nur wenig vom Menschen genutzt oder beeinflusst werden. Lediglich in Flussniederungen oder in Wassernähe kann es zu Überschneidungen mit landwirtschaftlich genutzten Flächen oder zu Beeinträchtigungen durch Siedlungsbau oder durch Industrialisierung kommen. Dadurch gelten der überwiegende Teil der Arten als derzeit „nicht gefährdet“ (least concern). Aufgrund zu weniger Informationen über Verbreitung, Bestandsgröße und Lebensweise werden aber die Dunkelfuß-Elefantenspitzmaus (Elephantulus fuscipes) und die Dunkle Elefantenspitzmaus (Elephantulus fuscus) von der IUCN in der Kategorie „fehlende Datenlage“ (data deficient) geführt. Möglicherweise besteht bei einzelnen dieser Arten ein größeres Bedrohungsrisiko.